# Jim Hogg
James Stephen "Big Jim" Hogg (24 de março de 1851 — 3 de março de 1906) foi o 20º governador do estado americano de Texas, de 13 de janeiro de 1891 a 15 de janeiro de 1895. Ele nasceu perto de Rusk, Texas. Hogg era um seguidor do conservador New South Creed, que se tornou popular após a Guerra Civil dos Estados Unidos e também foi associado ao populismo. Ele foi o primeiro governador do Texas a nascer no Texas.